# Кто там?
«Кто там?» — российский триллер режиссёров Владимира Маслова, Виталия Дудки и Михаила Морскова. Дудка и Морсков также являются сценаристами совместно с Михаилом Соколовским и Гогой Побережным. Главные роли в картине исполняют Владимир Машков, Тихон Жизневский, Кирилл Кяро, Александра Бортич и Марьяна Спивак. Выход в широкий прокат состоялся 15 сентября 2022 года.

## Сюжет
Согласно опубликованному синопсису, фильм рассказывает о миллиардере, пилоте самолёта, начинающем полицейском и молодой женщине с дочерью, которые вынуждены оказаться лицом к лицу с неизвестностью и разобраться в себе для того, чтобы осознать, в чём заключаются их страхи…

## В ролях
| Актёр                | Роль       |
| -------------------- | ---------- |
| Владимир Машков      | Павел      |
| Александра Бортич    | мама Юли   |
| Кирилл Кяро          | Пётр       |
| Тихон Жизневский     | Малинин    |
| Александр Самойленко | Сергеич    |
| Александр Обласов    | Дымов      |
| Яна Сексте           | Анна       |
| Марьяна Спивак       | Екатерина  |
| Николай Ковбас       | бизнесмен  |
| Пелагея Невзорова    | Катя       |
| Наталья Тетенова     | психолог   |
| Джиа Лисса           | влюблённая |
| Владислав Миллер     | Артём      |